# يوهان أنجيلو فيراري
يوهان أنجيلو فيراري (بالألمانية: Johann Angelo Ferrari)‏ هو عالم حشرات نمساوي، ولد في 1806، وتوفي في 1876.